# Jaylin Airington
Jaylin Airington (East Chicago, 13 maart 1993) is een Amerikaans voormalig basketballer en huidig basketbalcoach.

## Carrière
Airington speelde collegebasketbal voor de Ventura College Pirates en Cal State Bakersfield Roadrunners van 2012 tot 2017. Hij werd niet gekozen in de NBA draft en tekende daarna bij de Poolse eersteklasser Anwil Włocławek. Hij won de supercup en werd landskampioen. Voor het seizoen 2018/19 tekende hij in de Hongaarse competitie bij Szolnoki Olajbányász en won de beker dat seizoen. In 2019 tekende hij bij het Oekraïense competitie bij BK Tsjerkasy Mavpy. Hij keerde nadien terug naar de Verenigde Staten en werd assistent-coach van de Colorado College Tigers.
In 2021 tekende hij in Litouwen bij KK Juventus Utena waar hij een seizoen speelde. Gedurende het seizoen 2022/23 speelde hij voor Brussels Basketball in de Belgische competitie maar zag zijn seizoen tot een einde komen in april door een blessure. Hij werd hierna assistent-coach bij de Weatherford College Coyotes.

## Erelijst
- Pools kampioen: 2018
- Poolse supercup: 2017
- Hongaars bekerwinnaar: 2019